# 吉野龍男
吉野 龍男（よしの たつお、1927年9月2日 - ）は、日本の経営者。伊藤組土建社長を務めた。北海道函館市出身。

## 経歴
1947年に北海道大学工学部専門部を卒業し、同年に鹿島建設に入社。1949年5月から1950年12月までに北海道大学工学部土木科で助手を務め、1951年4月に伊藤組土建に入社。1977年3月に取締役に就任し、1984年6月に常務、1986年6月に専務、1994年6月に副社長を経て、2002年6月に社長に就任。2008年4月から2009年3月までに会長を務めた。